# 2014年茨城県議会議員選挙
2014年茨城県議会議員選挙（2014ねん いばらきけんぎかい ぎいんせんきょ）は、茨城県の議決機関である茨城県議会を構成する県議会議員を全面改選するため、2014年（平成26年）12月14日に投票が行われた日本の地方選挙である。

## 概要
県議会議員の任期（4年）満了に伴う選挙である。
この選挙から定数が2議席減って63議席となった。これにより水戸市選挙区（定数7→6）・筑西市選挙区（定数3→2）の定数が各1議席減るほか、大洗町が鉾田市選挙区に編入し（定数1→2）、東茨城郡南部選挙区は茨城町単独の選挙区となった（定数2→1）。
本選挙は元々この日程で予定されていたが、衆議院の解散により第47回衆議院議員総選挙との同日選挙となった。
茨城県議会は、1966年に県議会議長選出を巡る汚職事件をきっかけとして、地方公共団体の議会の解散に関する特例法によって自主解散したため、全国規模で4年毎に行われる統一地方選挙の日程から外れるようになった。県議選は統一地方選挙の前年12月に実施されるため、例年は統一地方選挙の前哨戦としての意味合いが強い選挙であったが、今回は県議選史上初めて国政選挙との同日選挙となったため、投票率の向上が見込める反面、県議選自体の注目度の低下を懸念する声もあった。
なお、稲敷市・坂東市・笠間市では市議会議員選挙が、大子町では町長選挙が同日に実施された。
平成生まれの者が立候補できる年齢に達した国内では最初の都道府県議選である。

## 選挙データ
- 告示：2014年12月5日
- 投票：2014年12月14日
- 改選議席数：63議席
- 選挙区：36選挙区
- 立候補者：95人
以下の13選挙区20議席は無投票で確定した[4]。
  - 日立市選挙区（定数5）
  - 常総市選挙区、常陸太田市選挙区、笠間市選挙区（以上、定数2）
  - 龍ケ崎市選挙区、下妻市選挙区、高萩市選挙区、北茨城市選挙区、常陸大宮市選挙区、那珂市選挙区、坂東市選挙区、行方市選挙区、小美玉市選挙区（以上、定数1）
- 党派別立候補者数[5]
  - 自由民主党[6]：43名
  - 民主党[7]：5名
  - 公明党[8]：4名
  - 共産党：4名
  - 維新の党：4名
  - 社会民主党：1名
  - 東海第2原発の再稼働を止める会[9][10]：4名
  - かしま志民党：1名
  - 無所属：29名
- 投票日当日有権者数：1,680,623名[11]
  - 男性：835,422名
  - 女性：845,201名

## 選挙結果
無投票となった13選挙区を除いた23選挙区で投票が行われた。無投票当選者20名も含めた選挙の結果、自民党は県議会過半数を確保したものの3減の41議席(選挙後に無所属4人を追加公認)、民主党と公明党はともに改選前の4議席を確保、共産党は改選前の1議席から議席を伸ばして3議席となった。県議選初挑戦となった維新の党と12年ぶりに候補者を擁立した社民党は当選者を出すことができなかった。また東海第2原子力発電所の再稼働中止を訴えた「東海第2原発を止める会」と地域政党であるかしま志民党も当選者を出すことができなかった。新旧別では現職が55人、元職1人、新人7人となり、女性は前回比3人増の5人が当選した。
- 投票率：55.83％（投票者数938,324名）
  - 男性：56.61%（472,959名）
  - 女性：55.06%（465,365名）

| 党派                          | 得票数      | 得票率 | 当選者数 | 改選前 | 増減 |
| ----------------------------- | ----------- | ------ | -------- | ------ | ---- |
| 自由民主党                    | 427,641.546 | 47.01% | 41       | 44     | ▼3   |
| 民主党                        | 42,567.000  | 4.68%  | 4        | 4      | ±0   |
| 公明党                        | 40,680.000  | 4.47%  | 4        | 4      | ±0   |
| 日本共産党                    | 52,870.000  | 5.81%  | 3        | 1      | △2   |
| 維新の党                      | 30,980.000  | 3.41%  | 0        | 0      | ±0   |
| 社会民主党                    | 8,902.000   | 0.98%  | 0        | 0      | ±0   |
| 東海第2原発の再稼働を止める会 | 23,301.000  | 2.56%  | 0        | 0      | ±0   |
| かしま志民党                  | 9,708.000   | 1.07%  | 0        | 0      | ±0   |
| 無所属                        | 273,042.453 | 30.01% | 11       | 8      | △3   |
| 合計                          | 909,691.999 | 100%   | 63       |        |      |

出典。
注：得票数における小数点以下の数字は按分票。無所属当選者には自民党県政クラブの当選者5名も含まれる。

### 選挙区・定数
カッコ内は補欠選挙などによるその後の推移。
| 選挙区               | 定数 | 市町村             | 会派構成                        |
| -------------------- | ---- | ------------------ | ------------------------------- |
| 水戸市選挙区         | 6    | 水戸市、城里町     | 自民3、公明、民主、共産         |
| 日立市選挙区         | 5    | 日立市             | 自民2→1、民主2、公明、（欠員1） |
| 土浦市選挙区         | 3    | 土浦市             | 自民2、公明                     |
| 古河市選挙区         | 3    | 古河市             | 自民2、自県ク                   |
| 石岡市選挙区         | 2    | 石岡市             | 無所属(その後自民)、（欠員1）   |
| 結城市選挙区         | 1    | 結城市             | 自県ク                          |
| 龍ケ崎市選挙区       | 1    | 龍ケ崎市           | 自民                            |
| 下妻市選挙区         | 1    | 下妻市             | 自民                            |
| 常総市選挙区         | 2    | 常総市、八千代町   | 自民、自県ク                    |
| 常陸太田市選挙区     | 2    | 常陸太田市、大子町 | 自民2                           |
| 高萩市選挙区         | 1    | 高萩市             | 自民                            |
| 北茨城市選挙区       | 1    | 北茨城市           | 自民                            |
| 笠間市選挙区         | 2    | 笠間市             | 自民2                           |
| 取手市選挙区         | 3    | 取手市、利根町     | 自民、自県ク、共産              |
| 牛久市選挙区         | 1    | 牛久市             | 自民                            |
| つくば市選挙区       | 4    | つくば市           | 自民2、公明、共産               |
| ひたちなか市選挙区   | 3    | ひたちなか市       | 自民2、民主                     |
| 鹿嶋市選挙区         | 1    | 鹿嶋市             | 自民                            |
| 潮来市選挙区         | 1    | 潮来市             | 自民(その後無所属)              |
| 守谷市選挙区         | 1    | 守谷市             | 自民                            |
| 常陸大宮市選挙区     | 1    | 常陸大宮市         | 自民                            |
| 那珂市選挙区         | 1    | 那珂市             | 自民                            |
| 筑西市選挙区         | 2    | 筑西市             | 自民、民主                      |
| 坂東市選挙区         | 1    | 坂東市             | 自民                            |
| 稲敷市選挙区         | 1    | 稲敷市、河内町     | 自民                            |
| かすみがうら市選挙区 | 1    | かすみがうら市     | 自民(その後無所属)              |
| 桜川市選挙区         | 1    | 桜川市             | 自民                            |
| 神栖市選挙区         | 2    | 神栖市             | 自民、（欠員1）                 |
| 行方市選挙区         | 1    | 行方市             | 自民                            |
| 鉾田市選挙区         | 2    | 鉾田市、大洗町     | 自民、自民(その後無所属)        |
| つくばみらい市選挙区 | 1    | つくばみらい市     | 自民                            |
| 小美玉市選挙区       | 1    | 小美玉市           | 自民                            |
| 東茨城郡南部選挙区   | 1    | 茨城町             | 無所属(その後自民)              |
| 那珂郡選挙区         | 1    | 東海村             | 自民                            |
| 稲敷郡北部選挙区     | 1    | 阿見町、美浦村     | 自民                            |
| 猿島郡選挙区         | 1    | 境町、五霞町       | 自県ク                          |